# Tragic Kingdom
Tragic Kingdom – trzeci album amerykańskiego zespołu rockowego No Doubt. Został wydany przez wytwórnię Trauma Records w 1995 r. 
W 2003 album został sklasyfikowany na 441. miejscu listy 500 albumów wszech czasów magazynu Rolling Stone. Album sprzedał się w ogromnym nakładzie - 16 mln płyt.

## Lista utworów
1. Spiderwebs – 4:28
2. Excuse Me Mr. – 3:04
3. Just a Girl – 3:29
4. Happy Now? – 3:43
5. Different People – 4:34
6. Hey You – 3:34
7. The Climb – 6:37
8. Sixteen – 3:21
9. Sunday Morning – 4:33
10. Don't Speak – 4:23
11. You Can Do It – 4:13
12. World Go 'Round – 4:09
13. End It on This – 3:45
14. Tragic Kingdom – 5:31

## Twórcy
- Tom Dumont – gitara elektryczna
- Tony Kanal – gitara basowa
- Eric Stefani – pianino, keyboard
- Gwen Stefani – śpiew
- Adrian Young – perkusja